# Mjels Sø
Mjels Sø er en 45 hektar  stor og op til 4 meter dyb  sø på  det nordlige Als beliggende mellem Mjels Vig og Bundsø, ved landsbyerne Mjels og Oksbøl sydvest for Nordborg. Den var oprindelig en fjordarm, men blev adskilt fra havet ved Danmarks første inddæmning i 1590, iværksat  af Frederik 3.s lillebror, hertug Hans den Yngre. Først i 1852 begyndte  man  en egentlig afvanding, først med en vindmølle og i 1867 med en 24 hk dampmaskine til at pumpe vandet ud af søen. Området blev anvendt til kreaturgræsning og i nogle få årtier som dyrket mark.
Aage V. Jensens Fond overtog  arealet i 2005 via en jordfordeling med søens mange lodsejere.
Man iværksatte et naturgenoprettelses projekt i forbindelse med Vandmiljøplan II og i samarbejde med Nordborg Kommune og Sønderjyllands Amt. Pumperne blev slukket og Mjels Sø blev  genskabt til sit nuværende niveau i løbet af 3 måneder. 
Et oplevelses- og formidlingssted blev etableret i 2017 i pumpehuset ved dæmningen i vestenden af søen.  Fra den godt 2 km lange sti langs søens nordside er der set over 140 fuglearter, bl.a. talrige gravænder og rørhøns